# Nepotilla excavata
Nepotilla excavata é uma espécie de gastrópode do gênero Nepotilla, pertencente a família Raphitomidae.